# 阮氏路
阮氏路（越南语：／，？—1442年），越南后黎朝女官和诗人，为大臣阮廌之妾。
阮氏路是龙兴府御天县清潮总海湖村（今属太平省兴河县新礼社）人。阮氏路出身于富裕的农家，自幼受到良好教育，通晓经书、医药，丰富文章字义。阮氏路年轻貌美，而且颇有才华，在一次到京城卖毯子时，她与阮廌相遇，后来成为他的小妾。此后，被黎太宗聘请为礼仪学士，这是当时第一个授予女性的职务。
阮氏路创作的诗歌大部分已失传。当时后黎朝皇帝有很多嫔妃，各嫔妃又争权夺利，朝政比较混乱。在清除争夺皇后宝座中，阮氏路、阮廌夫妇救助黎太宗的一位嫔妃吴氏玉瑶，逃脱皇后阮氏英的夺位杀人阴谋。
1442年7月，黎太宗巡行阅兵经过昆山（在海阳省至灵市），被阮廌迎接款待在昆山寺。起驾回昇龙城（今河内）时，同阮氏路在嘉定县荔枝院坐夜谈话。不料，第二天天亮，黎太宗驾崩。利用此次时机，朝廷逮捕阮氏路和阮廌，指控投毒，暗杀黎太宗。阮氏路遭到残酷拷打。因为没有证据洗刷冤屈，1442年农历8月16日，阮氏路和阮廌被诛夷三族。这正是越南历史上著名的“荔枝院惨案”。
1464年，黎圣宗登基后，正式为阮氏路和阮廌平反洗冤。